# Fluorid nikelnatý
Fluorid nikelnatý je anorganická sloučenina s chemickým vzorcem NiF2.

## Příprava
Fluorid nikelnatý je připravován reakcí chloridu nikelnatého s fluorem při teplotě 350 °C:
NiCl2 + F2 → NiF2 + Cl2
Lze jej také syntetizovat z prvků při teplotě 550 °C:
Ni + F2 → NiF2
Další metodou je reakce niklu s kyselinou fluorovodíkovou:
Ni + 2 HF → NiF2 + H2

## Vlastnosti
Fluorid nikelnatý je žlutavá až zelená pevná látka tvořící tetragonální hygroskopické krystaly se strukturou rutilu. Tvoří hydráty.
Kontaktem fluoridu nikelnatého s anorganickými kyselinami vzniká fluorovodík, příklad reakce s kyselinou dusičnou:
NiF2 + 2 HNO3 → Ni(NO3)2 + 2 HF
Fluorid nikelnatý reaguje se silnými zásadami za vzniku hydroxidu nikelnatého:
NiF2 + 2 NaOH → Ni(OH)2 + 2 NaF
Fluorid nikelnatý tvoří s fluoridem draselným komplex, tetrafluoronikelnatan draselný:
NiF2 + KF → K[NiF3]
K[NiF3] + KF → K2[NiF4]

## Využití
Fluorid nikelnatý se využívá jako katalyzátor přípravy fluoridu chlorečného. Využívá se také v katodách baterií.